# Артеев, Григорий Митрофанович
Григорий Митрофанович Артеев — советский хозяйственный, государственный и политический деятель.

## Биография
Родился в 1907 году в Мохченской волости (ныне — в Ижемском районе Республики Коми). Член ВКП(б) с 1931 года. С 1928 года — на хозяйственной, общественной и политической работе. В 1928—1961 гг. — в колхозе, пропагандист-инструктор, заведующий отделами Усть-Куломского, Ижемского районных комитетов ВКП(б), 1-й секретарь Сысольского, Сторожевского райкомов партии, заведующий отделом, секретарь Коми обкома ВКП(б) по лесной промышленности, секретарь Коми обкома ВКП(б) по кадрам, председатель Коми областного совета профсоюзов, на руководящей должности в Коми совнархозе. Избирался депутатом Верховного Совета СССР 2-го и 3-го созывов. Умер в 1972 году в Сыктывкаре.